# Mikstat
Mikstat is een stad in het Poolse woiwodschap Groot-Polen, gelegen in de powiat Ostrzeszowski. De oppervlakte bedraagt 2,49 km², het inwonertal 1873 (2005).